# Smiling Fish 2012
Der Smiling Fish 2012 im Badminton fand vom 1. bis zum 6. Mai 2012 in Trang statt.

## Sieger und Platzierte
| Disziplin    | Gold                               | Silber                                      | Bronze                                           |
| ------------ | ---------------------------------- | ------------------------------------------- | ------------------------------------------------ |
| Herreneinzel | Soong Joo Ven                      | Khosit Phetpradab                           | Sitthikom Thammasin                              |
| Herreneinzel | Soong Joo Ven                      | Khosit Phetpradab                           | Nonpakorn Nantatheero                            |
| Dameneinzel  | Florah Ng Siew Fong                | Alisa Sapniti                               | Sarita Suwannakitborihan                         |
| Dameneinzel  | Florah Ng Siew Fong                | Alisa Sapniti                               | Thamolwan Poopradubsil                           |
| Herrendoppel | Darren Isaac Devadass Tai An Khang | Siriwat Matayanumati Pusanawat Saisirivit   | Calvin Ong Jia Hong Tan Wee Gieen                |
| Herrendoppel | Darren Isaac Devadass Tai An Khang | Siriwat Matayanumati Pusanawat Saisirivit   | Peerapong Juprathansuk Sarayut Saetang           |
| Damendoppel  | Aya Shimozaki Emi Moue             | Wiranpatch Hongchookeat Puttita Supajirakul | Methanee Pattanapitoon Pijtjan Wangpaiboonkij    |
| Damendoppel  | Aya Shimozaki Emi Moue             | Wiranpatch Hongchookeat Puttita Supajirakul | Pacharakamol Arkornsakul Rodjana Chuthabunditkul |
| Mixed        | Wong Fai Yin Shevon Jemie Lai      | Tan Wee Gieen Chow Mei Kuan                 | Nuttaphon Narkthong Rodjana Chuthabunditkul      |
| Mixed        | Wong Fai Yin Shevon Jemie Lai      | Tan Wee Gieen Chow Mei Kuan                 | Chavapat Tochareonbodee Pijtjan Wangpaiboonkij   |